# 워킹 데드: 데드 시티
《워킹 데드: 데드 시티》(영어: The Walking Dead: Dead City)는 AMC에서 2023년 6월부터 방영된 미국의 좀비, 공포 드라마이다. AMC의 《워킹 데드》 프랜차이즈의 다섯 번째 드라마이자 네 번째 스핀오프 드라마이다.